# Померун-Супенаам
Померун-Супенаам (англ. Pomeroon-Supenaam) — регион в Гайане. Административный центр — город Анна-Реджина.
С севера регион омывается Атлантическим океаном, на востоке с регионом Эссекибо-Айлендс-Уэст-Демерара, на юге с регионом Куюни-Мазаруни, на западе с регионом Барима-Уайни.

## Население
Правительство Гайаны проводило три официальных переписи, начиная с административных реформ 1980 года: в 1980, 1991 и 2002 годах. В 2002 году население региона достигло 49 253 человек. Официальные данные переписей населения в регионе Померун-Супенаам:
- 2012: 46 810 человек
- 2002: 49 253 человека
- 1991: 43 455 человек
- 1980: 42 341 человек